# Aufbaumen
Aufbaumen bedeutet in der Jägersprache das Anfliegen und sich Niederlassen von größerem Federwild auf einen erhabenen oder erhöhten Platz wie z. B. auf einen Ast. Gleiches gilt für Luchs, Wildkatze, Marder oder Eichhörnchen, die auf einen Baum klettern, auch „aufholzen“ genannt. Auch der Jäger, der seinen Hochsitz besteigt, baumt, scherzhaft gemeint, auf. Die gegenteilige Bewegung heißt entsprechend „abbaumen“.